# Двигуни Nissan VQ

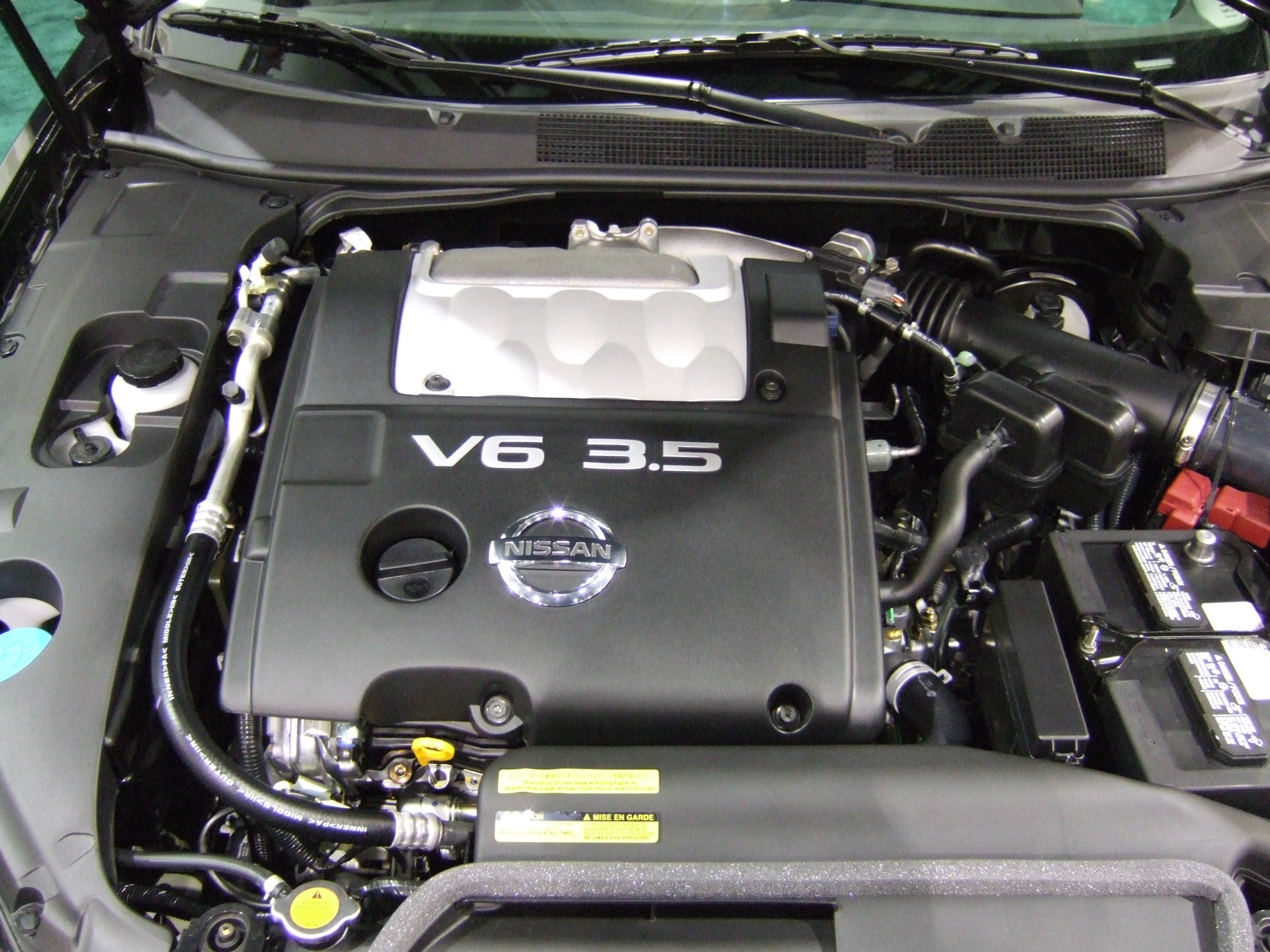
Nissan VQ35DE

Двигуни Nissan VQ - бензинові двигуни V6 виробництва Nissan. Двигуни серії VQ складаються з литого алюмінієвого блоку двигуна з алюмінієвою головкою циліндрів з двома розподільними валами. Між поршнями конструктивно кут в 60 градусів. Двигун з інжекторним уприскуванням (MPFI), по чотири клапани на циліндр. Пізні версії мають різні системи зміни фаз газорозподілу, а уприскування MPFI замінене на пряме впорскування палива (NEO-Di). Майже щороку двигуни серії VQ потрапляли в список 10 кращих двигунів за версією журналу Ward's AutoWorld. Двигуни серії VQ прийшли на зміну двигунів серії VG.

## Серія DE

### VQ20DE
24-клапанний двигун DOHC V6 об'ємом 1995 см³ має діаметр циліндра і хід поршня 76 мм і 73,3 мм відповідно, ступінь стиснення від 9,5 до 10,0:1. Потужність двигуна 150-160 к.с. (110-120 кВт) при 6400 об/хв, крутний момент 186-197 Нм при 4400 об/хв (на бідній суміші).
Двигун встановлювався на автомобілях Nissan Cefiro (A32 і A33, 1994-2003) і Nissan QX (A32, 1995-1999).

### VQ23DE
Двигун VQ23DE має об'єм 2349 см3, оснащений системою зміни фаз газорозподілу CVTC. Діаметр циліндра і хід поршня складають 85 мм і 69 мм, ступінь стиснення 9,8:1. Потужність двигуна 173 к.с. (127 кВт) при 6000 об/хв, крутний момент 225 Нм при 4400 об/хв.
Двигун встановлювався на автомобілях:
- Nissan Teana 230JM-J31, 2003-2008
- Nissan Cefiro (Neo VQ23)
- Samsung SM7 (Neo VQ23, 177 к.с., 130 кВт, з 2006 року)
- Renault Safrane (Neo VQ23, 177 к.с., 130 кВт, з 2008 року)

### VQ25DE
Цей двигун схожий на VQ20DE, але має об'єм 2495 см3. Діаметр циліндра і хід поршня складають 85 мм і 73,3 мм, ступінь стиснення від 9,8 до 10,3:1. Потужність двигуна 189,49-203,50 к.с. (139,37-149,67 кВт) при 6400 об/хв, крутний момент 236-264 Нм. Потужність пізньої версії досягала 186 к.с. (137 кВт) при 6000 об/хв, момент 232 Нм при 3200 об/хв.
Двигун встановлювався на автомобілях:
- Nissan Cefiro (A32) (1994-1998)
- Nissan Cefiro (A33) (2000-2003)
- Nissan Leopard (FY33) (1996-1999)
- Nissan Cedric (Y33) (1997-1999)
- Nissan Fuga (Y50) (2004-2007)
- Infiniti M (Y50) (2004-2007)
- Nissan Elgrand (E51) (2004-2010)
- Nissan Teana (J32) (2008-2011)
- Renault Samsung SM5 (L43) (178 PS, з 2010 року)
- Renault Latitude (L43) (178 PS, з 2010 року)

### VQ25DET
Турбований двигун VQ25DET має об'єм 2495 см3, систему CVTC. Діаметр циліндра і хід поршня складають 85 мм і 73,3 мм відповідно, ступінь стиснення 8,5:1. Потужність двигуна 279,51 к.с. (205,58 кВт) 6400 об/хв, крутний момент 410 Нм при 3200 об/хв.
Турбований двигун встановлювався на автомобілях Nissan Stagea 250t RS FOUR V, 250t RX FOUR and AR-X FOUR (NM35, 2001-2004) і Autech Axis (NM35, 2001-2004)

### VQ30DE
Двигун VQ30DE має об'єм 3,0 л (2987 см3), діаметр циліндра і хід поршня складають 93 мм і 73,3 мм, ступінь стиснення 10,0:1. Потужність двигуна 193-230 к.с. (142-170 кВт) при 6400 об/хв, крутний момент 278-294 Нм при 4400 об/хв. Двигун VQ30DE був в списках Ward's 10 Best Engines з 1995 по 2001 роки. Він має алюмінієвий блок і відносно легку вагу.
Покращена версія двигуна VQ30DE відома під позначенням VQ30DE-K. K - позначення від японського кайдзен, що переводить як «вдосконалення». Цей двигун встановлювався на Nissan Maxima в 2000-2001 роки. Потужність VQ30DEK становить 226 к.с. (166 кВт).
Двигун встановлювався на автомобілях:
- Nissan Cefiro (A32, 220 к.с. (160 кВт) і 279 Нм, 1994-1998)
- Nissan QX (A32, 1995-1999)
- Nissan Maxima (A32, 192 к.с. (141 кВт) і 278 Нм, 1995-1999)
- Infiniti I30 (A32), 192 к.с. (141 кВт) і 278 Нм, 1996-1999)
- Nissan Maxima (A33), 225 к.с. (165 кВт) і 294 Нм; 227 к.с. (167 кВт) для серії Anniversary Edition SE, 2000-2001)
- Infiniti I30 (A33), 230 к.с. (170 кВт) і 294 Нм, 2000-2001)
- Nissan Bassara U30, 223 к.с. (164 кВт) і 279 Нм, 1999-2003)
- Nissan Presage U30, 223 к.с. (164 кВт) і 279 Нм, 1998-2003)
- Dallara SN01, World Series by Nissan (2002-2004)

### VQ30DET
Двигун VQ30DET має об'єм 3,0 л (2987 см3), це турбована версія двигуна VQ30DE. Діаметр циліндра і хід поршня складають 93 мм і 73,3 мм відповідно, ступінь стиснення 9,0:1. Потужність двигуна 270 к.с. (200 кВт), крутний момент 367 Нм. Починаючи з 1998 року, потужність досягла 280 к.с. (210 кВт) при 6000 об/хв, крутний момент 386 Нм при 3600 об/хв.
Двигун встановлювався на автомобілях:
- Nissan Gloria Y33, Y34 (1995-2004)
- Nissan Cedric Y33, Y34 (1995-2004)
- Nissan Leopard Y33 (1997-1999)
- Nissan Cima F50 (2001-2007)

### VQ30DETT
Твін-турбований двигун VQ30DETT призначений виключно для гоночних автомобілів Nissan, в першу чергу для Super GT (раніше JGTC). Вперше було встановлено на Skyline GT-R в сезоні 2002 року, згодом цей двигун став силовим агрегатом для гоночного автомобіля Fairlady Z. Гоночні правила дозволяють використовувати VQ30DETT замість стокового VQ35DE. Потужність двигуна оцінюється в 480 к.с. (350 кВт).
VQ30DETT в 2007 році був замінений на VK45DE, що використовувався на Super GT Fairlady Z і пізніших GT-R.
Двигун встановлювався на автомобілях:
- Skyline GT-R JGTC (гоночний автомобіль, 2002-2003)
- Fairlady Z JGTC (гоночний автомобіль, 2004)
- Fairlady Z Super GT (гоночний автомобіль, 2005-2006)

## Серія DD
Це варіант серії двигунів DE з прямим уприскуванням палива (NEO-Di) і системою зміни фаз газорозподілу eVTC.

### VQ25DD
Двигун об'ємом 2,5 л (2495 см3) має діаметр циліндра і хід поршня 85 мм і 73,3 мм відповідно, ступінь стиснення від 11 до 11,3:1. Потужність двигуна 209,9-215 к.с. (154,4-158 кВт) при 6400 об/хв, крутний момент 264-270 Нм при 4400 об/хв.
Двигун встановлювався на автомобілях:
- Nissan Cefiro A33, 209,9 к.с. (154,4 кВт), внутрішній японський ринок, 1999-2002
- Nissan Cedric/Nissan Gloria, 1999-2004
- Nissan Skyline V35, 215 к.с. (158 кВт), 2001-2006
- Nissan Stagea M35, 215 к.с. (158 кВт), 2001-2007

### VQ30DD
Двигун об'ємом 3,0 л (2987 куб.с3) має діаметр циліндра і хід поршня 93 мм і 73,3 мм, ступінь стиснення 11.0: 1. Потужність двигуна 231,54-258,78 к.с. (170,30-190,33 кВт) при 6400 об / хв, крутний момент 294-324 Нм при 3600 об/хв.
Двигун встановлювався на автомобілях:
- Nissan Leopard Y33, 231 к.с. (170 кВт) і 294 Нм, 1997-1999
- Nissan Cedric Y34, 1999-2004
- Nissan Gloria Y34, 245 к.с. (180 кВт) і 309 Нм, 1999-2004
- Nissan Skyline V35, 2001-2004
- Nissan Stagea M35, 258,78 к.с. (190,33 кВт) і 324 Нм, 2001-2004

## Серія HR
HR означає High Revolution/High Response, що перекладається як більших обертів / отзивчіваость.

### VQ25HR
Двигун об'ємом 2,5 літра має тільки подовжню установку на задньопривідних або повнопривідних автомобілях. Діаметр циліндра і хід поршня складають 85 мм і 73,3 мм, ступінь стиснення 10,3:1. Потужність двигуна 225 к.с. (173 кВт) при 6800 об/хв, крутний момент 263 Нм при 4800 об/хв. На впуску та випуску працює система CVTC, максимальні оберти складають 7500 об/хв.
Двигун встановлювався на автомобілях:
- Nissan Skyline V6 250GT Sedan - 225 к.с. (173 кВт), з 2006 року
- Nissan Fuga 250GT - 223 к.с. (164 кВт), з 2006 року
- Infiniti M/QX70 V6 M25/2.5 Sedan - 222 к.с. (166 кВт), з 2006 року
- Infiniti EX/QX50 J50 EX25/2.5 Crossover SUV - 222 к.с. (166 кВт), з 2010 року
- Infiniti G25 Sedan - 218 к.с. (163 кВт), 2011-2012
- Mitsubishi Proudia 250 VIP - 223 к.с. (164 кВт), з 2012 року

### VQ35HR
Двигун VQ35HR був вперше показаний в США на седані G35 2007 року, в серпні 2006 року. Nissan модернізувала лінію VQ, додавши 3,5-літровий VQ35HR. Потужність двигуна 315 к.с. (232 кВт) при 6800 об/хв, крутний момент 363 Нм при 4800 об/хв, ступінь стиснення 10,6:1. З 2009 року, на автомобілі Infiniti EX35 потужність двигуна зменшена до 297 к.с. з колишнім крутним моментом, ймовірно, через жорсткість законів. Двигун має систему уприскування NDIS (Nissan Direct Ignition System) і газорозподілу CVTC з гідравлічним приводом на впускному валу і електромагнітний на випускному. Максимальні обороти складають 7500 об/хв. Більше 80% всіх деталей і механізмів двигуна були модернізовані для спортивних автомобілів з метою можливості роботи двигуна на максимальних обертах і вище. Нова система впуску урізує доступ повітря на 18%, в той час як пропускна здатність випуску збільшена на 25% для кращої вентиляції обсягу циліндра. Для розширення кривої крутного моменту, використаний електричний привід зміни фаз газорозподілу на випускних кулачках. У новому блоці двигуна використовуються ті ж діаметр циліндрів і хід поршнів, однак шатуни були подовжені і висота блоку збільшилася на 8,4 мм для зменшення навантажень. Збільшення ступеня стиснення з 10,3: 1 до 10,6: 1 дало додатково 6 к.с. (306 всього + 3 к.с. після тестів SAE = 309 к.с.). Максимальний момент збільшився в порівнянні з двигунами «DE» (260 проти 268) і крива крутного моменту стала вище і положе в більшій частині діапазону оборотів, і особливо в нижньому діапазоні оборотів. Двигун VQ35HR використовувався на задньопривідних автомобілях, а VQ35DE на автомобілях Nissan з переднім приводом. У 2010 році Nissan почав складання гібридної версії VQ35HR, що використовує літій-іонну батарею.
Двигун VQ35HR встановлювався на автомобілях:
- Infiniti G35 Sedan - 306 к.с. (228 кВт), 2007-2008
- Nissan Skyline V36 350GT Sedan - 308 к.с. (230 кВт), 2007-2008
- Nissan 350Z - 313 к.с. (233 кВт); США - 306 к.с. (228 кВт), 2007-2008
- Nissan Fuga 350 GT - 308 к.с. (230 кВт), 2006-2008
- Infiniti EX35 Crossover SUV - 297 к.с. (221 кВт), 2008-2012
- Infiniti FX35 Crossover SUV - 303 к.с. (226 кВт), 2009-2012
- Infiniti M35 - 303 к.с. (226 кВт), 2009-2010
- Infiniti M35h (гібридний варіант) - 360 к.с. (268 кВт), 2011-2013
- Nissan Fuga Hybrid - 360 к.с. (268 кВт), з 2010 року
- Nissan Cima - 360 к.с. (268 кВт), з 2012 року
- Mitsubishi Dignity - 360 к.с. (268 кВт), з 2012 року
- Infiniti Q50 Hybrid - 360 к.с. (268 кВт), з 2014 року
- Infiniti Q70 Hybrid - 360 к.с. (268 кВт), з 2014 року

### Виробництво
Двигуни VQ35HR і VQ25HR будувалися на заводі Iwaki компанії Nissan в префектурі Фукусіма.

## Серія VHR
Версія серії двигунів VQ-HR з системою Nissan VVEL (Variable Valve Event and Lift).

### VQ37VHR
Це перший двигун виробництва Nissan, який використовує VVEL. Ступінь стиснення 11,0:1, обсяг 3,7 л (3696 см3), діаметр циліндра і хід поршня складають 95,5 мм і 86 мм, максимальні оберти на рівні 7600 об/хв. Потужність двигуна 355 к.с. (261 кВт) при 7000 об/хв, крутний момент 365 Нм при 5200 об/хв. Хоча момент виріс на 2 Нм, в порівнянні з VQ35HR, цей момент досягається при 5200 об/хв проти 4800 оборотів на VQ35HR, і сама крива моменту поліпшується.